# 거짓홑극신경세포
거짓홑극신경세포 (pseudounipolar neuron, 가성단극신경세포, 위단극신경원)는 세포체에서 한 부분이 확장된 뉴런 유형이다. 이 유형의 뉴런에는 두 개의 가지로 갈라진 축삭이 포함되어 있다. 단일 돌기는 세포체에서 발생하여 축색돌기와 수상돌기로 나누어진다. 그들은 발생학적으로 양극성 뉴런 형태로 발달하므로 단극성 뉴런 대신 유사단극성 뉴런이라고 불린다.

## 구조
유사단극성 뉴런은 두 개의 가지로 갈라지기 전에 상대적으로 매우 짧은 거리 동안 세포체에서 돌출하는 하나의 축삭을 가지고 있다. 유사단극성 뉴런은 수상돌기가 없는 감각 뉴런으로, 가지 모양의 축색돌기가 두 가지 기능을 모두 수행한다. 말초 가지는 세포체에서 피부, 관절, 근육 등 말초 기관까지 뻗어 있고, 중앙 가지는 세포체에서 척수까지 뻗어 있다.

### 등뿌리 신경절에서
유사단극성 뉴런의 세포체는 등뿌리 신경절 내에 위치한다. 축삭은 세포체를 떠나(그리고 등근 신경절 밖으로) 등근으로 들어가 두 개의 가지로 갈라진다. 중앙 가지는 척수의 등쪽 기둥으로 이동하여 다른 뉴런과 시냅스를 형성한다. 말초 가지는 말단 등뿌리(dorsal root)을 통해 척수 신경까지 피부, 관절 및 근육까지 이동한다.

### 뇌신경의 대부분의 감각 신경절에서
유사단극성 뉴런은 대부분의 뇌신경의 감각 신경절에서 발견된다.
구체적으로 다음과 같다.
- 삼차신경절 (trigeminal ganglion)
- 무릎신경절 (geniculate ganglion)
- 설인두 신경의 상부 신경절 (superior ganglion of the glossopharyngeal nerve)
- 설인두 신경의 하신경절 (inferior ganglion of the glossopharyngeal nerve)
- 미주신경의 상부 신경절 (superior ganglion of the vagus nerve)
- 미주신경의 하신경절 (inferior ganglion of the vagus nerve)

뇌신경 감각 신경절의 유사 단극 뉴런은 주 감각 삼차 신경 핵(main sensory trigeminal nucleus), 척수 삼차 신경 핵(spinal trigeminal nucleus) 또는 고립 핵(solitary nucleus)의 시냅스이다.
전정와우 신경에는 두 개의 신경절(나선 신경절 및 전정 신경절)이 연관되어 있지만 둘 다 가성단극성 뉴런이 아닌 양극성 뉴런을 포함한다.

## 중뇌핵에서
중뇌핵(mesencephalic nucleus)은 발생 발달 동안 뇌간으로 이동한 가성단극 뉴런으로 구성된다. 이는 가성단극성 뉴런의 세포체가 발견되는 중추신경계의 유일한 위치이다.

## 기능
모든 유사단극성 뉴런은 감각 뉴런이다. 후근 신경절에서 발견되는 것과 뇌신경 감각 신경절에서 발견되는 대부분은 촉각, 진동, 고유 감각, 통증 및 온도에 대한 정보를 전달한다.
무릎신경절, 설인신경의 하신경절, 미주신경의 하신경절에 있는 유사단극성 뉴런도 미뢰에서 미각에 대한 정보를 전달한다.
설인신경의 하신경절에 있는 가성단극성 뉴런 중 일부는 경동맥체(carotid body)와 경동맥동(carotid sinus)으로부터 정보를 전달한다.
중뇌핵(mesencephalic nucleus)의 가성단극성 뉴런은 저작근으로부터 고유감각 정보를 전달한다.

## 같이 보기
- 두극신경세포 (Bipolar neuron, 양극신경원)
- 다극신경세포 (multipolar neuron, 뭇극신경세포)
- 홑극신경세포 (unipolar neuron, 단극신경세포)
- 나선신경절 (Spiral ganglion, 달팽이신경절, cochlear ganglion)
- 안뜰신경절 (Vestibular ganglion, 전정신경절)
- 무극 신경세포(anaxonic neuron)